# Jean Hardy
Jean Hardy (* 19. Mai 1763 Mouzon; † 29. Mai 1802 Cap Haïtien) war ein französischer Général de division. 

## Leben
1784 trat Hardy in die königliche Armee ein. Er war ein Anhänger der Revolution und wurde aber bald schon zum begeisterten Parteigänger Napoleons. 
Hardy kämpfte in den Revolutionskriegen; u. a. bei Hondschoote (8. September 1793) und Fleurus (26. Juni 1794). Er konnte sich mehrfach auszeichnen und wurde deshalb auch sehr schnell befördert. Als im selben Jahr die Sambre- und Maas-Armee aufgestellt wurde, wurde Hardy dort Stabsoffizier. 
Am 5. Oktober 1795 half er Napoleon, in Paris vor der Kirche St-Roch (1. Arrondissement) einen Aufstand von Royalisten niederzuschlagen. 
Ende 1796 stellte Napoleon eine Expeditionsarmee (15.000) unter Führung von General Lazare Hoche zusammen. Er wollte damit die Society of United Irishmen unter Führung von Theobald Wolfe Tone in deren Unabhängigkeitsbestrebungen unterstützen (→Irische Rebellion von 1798). Hardy meldete sich dazu freiwillig; zusammen u. a. mit Hercule Corbineau, Pierre Joseph Habert, Louis Vasserot und François Watrin. Dieses Unternehmen scheiterte gänzlich. 
1799 wurde Hardy zum Général de brigade befördert und wechselte noch im selben Jahr zur Rheinarmee. 
1802 wechselte er in den Stab von General Charles Victoire Emmanuel Leclerc, als dieser eine Expeditionsarmee aufstellte, um in Saint-Domingue (Hispaniola) gegen die Aufständischen unter Führung von Toussaint Louverture zu kämpfen. Weitere Offiziere in Ostins Stab waren Alexandre d’Alton, Nicolas Bernard Guiot de Lacour, Pierre Quantin und Jean-Baptiste Philibert Willaumez. Hardy erkrankte auf Hispaniola an Gelbfieber und starb zehn Tage nach seinem 39. Geburtstag am 29. Mai 1802 in Cap Haïtien.

## Ehrungen
- Sein Name findet sich am nördlichen Pfeiler (6. Spalte) des Triumphbogens am Place Charles-de-Gaulle (Paris).